# (2497) Куликовский
(2497) Куликовский (лат. Kulikovskij) — типичный астероид главного пояса, открыт 14 августа 1977 года советским астрономом Николаем Черных в Крымской астрофизической обсерватории и 28 марта 1983 года назван в честь советского и российского астронома Петра Куликовского.

## Обнаружение и именование
(2497) Куликовский
Открыт 14 августа 1977 года в Научном Н. С. Черных.
Назван в честь звёздного астронома и выдающегося специалиста по истории астрономии Петра Григорьевича Куликовского. Доцент Московского университета Куликовский широко известен как автор справочника для астрономов-любителей, а также как музыкант и композитор.
Оригинальный текст (англ.)2497 Kulikovskij
Discovered 1977-Aug-14 by Chernykh, N. at Nauchnyj.
Named in honor of Petr Grigor'evich Kulikovskij, stellar astronomer and distinguished authority on the history of astronomy. An assistant professor at Moscow University, Kulikovskij is widely known as the author of a reference book for amateur astronomers and also as a musician and composer.
Источники: DISCOVERY.DB; M.P.C. 7784.

## Орбита

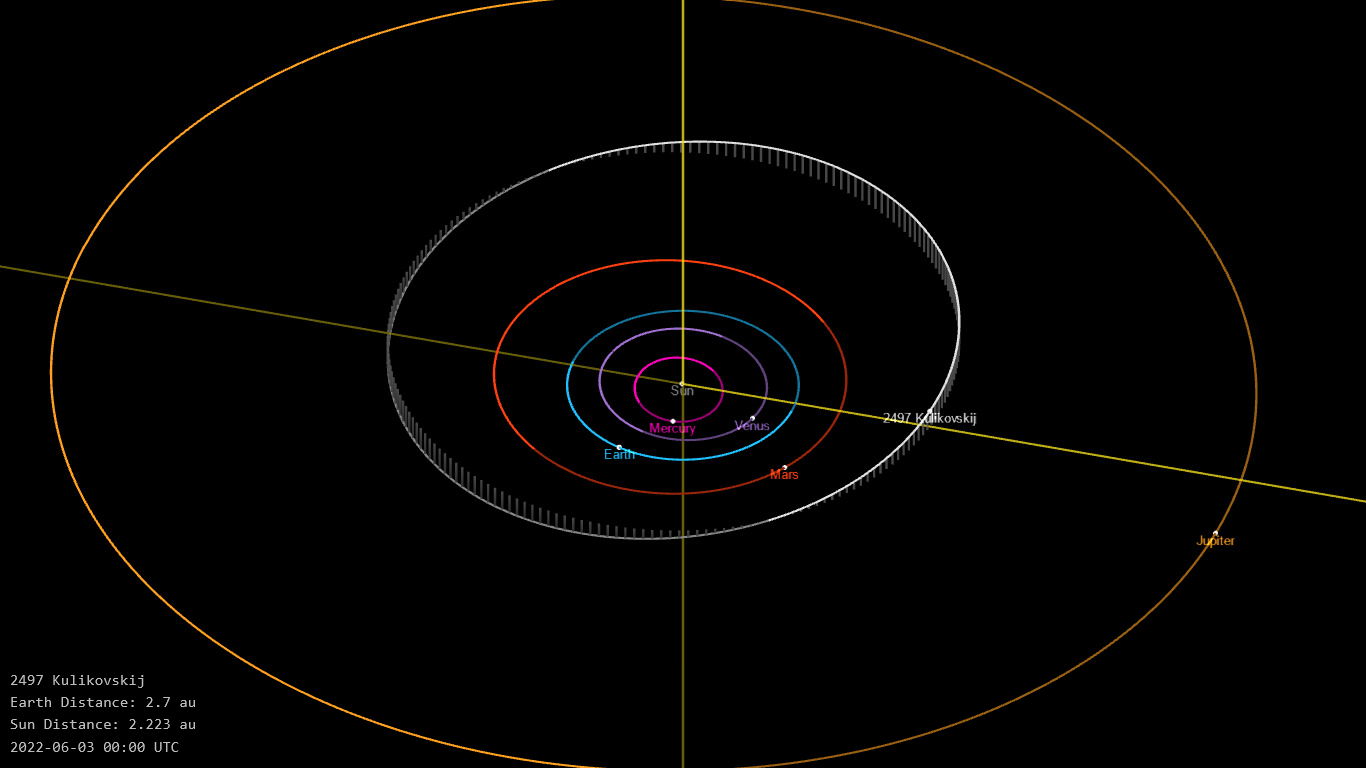
Орбита астероида Куликовский и его положение в Солнечной системе

## Физические характеристики
Астероид относится к таксономическому классу S.
По результатам наблюдений системы телескопов панорамного обзора и быстрого реагирования Pan-STARRS, наблюдений системы последнего оповещения о столкновении астероида с Землей ATLAS и наблюдений космического телескопа оптического диапазона Gaia абсолютная звёздная величина астероида оценивалась равной 13,32±0,27m, 12,97±0,060m и 13,33±0,126m, 12,95±1,09m.